# Hermann Fricke (Physiker)
Hermann Heinrich Karl Fricke (* 16. Dezember 1876 in Goslar; † 1949) war ein deutscher Physiker, Mathematiker und Chemiker, der vor allem in der ersten Hälfte des 20. Jahrhunderts durch seine Gegnerschaft zur Einstein’schen Relativitätstheorie bekannt war.
Als Mitarbeiter des Reichspatentamtes entwickelte er eine eigenständige Ätherwirbeltheorie.
Während Frickes hydromechanische Ätheranschauung heute weitgehend unbekannt ist, hatte sie zur Zeit des Nationalsozialismus erheblichen Einfluss auf die Befürworter mechanischer Äthertheorien.
Fricke selbst verband mit seiner Arbeit vor allem auch wissenschaftspolitische Ambitionen, die er unter anderem mit Gründung der Deutschen Gesellschaft für Weltätherforschung und anschauliche Physik (DGWAP) zu verwirklichen suchte. Enge Inhaltliche Bezüge bestehen zwischen seinem Werk und der Äthertheorie des Physikers Otto Wiener.

## Schriften
- Eine neue und einfache Deutung der Schwerkraft und eine anschauliche Erklärung der Physik des Raumes. Wolfenbüttel 1914.
- Eine neue Sonnentheorie. Berlin-Westend 1933.
- Die im Innern erdähnliche Sonne (Eine neue Anschauung von Äther, Schwerkraft und Sonne) (Weimar, R. Borkmann, 1934)
- Weltäther-Forschung – Ein Aufbauprogramm nach dem Umsturz der Physik. Borkmann, Weimar 1939.
- Die Fricke-Wienersche Äthervorstellung. Deutsche Optische Wochenschrift, Bd. 65, Nr. 16, 1948.